# 上南路站
上南路站位于中国上海浦东新区三林镇华夏西路上南路，为上海轨道交通6号线的地下侧式车站，于2007年12月29日启用。車站以紅色作為佈置的主要色彩。车站共有两层，以地下二层为主，闸机与站台均在地下二层。而地下一层横跨地铁线路连接两边站台。
该站原定与规劃中的上海轨道交通8号线换乘，但后来因规劃走线方向变动，导致地下三层原8号线站台位置最终并未实施，而原定为换乘厅的地下一层则改造为换向通道。该站早期在上下行付费区互不连通，经过重新布置地下一层栏杆后，现时乘客可以通过无障碍电梯进行付费区内上下行换向。原8号线预留可能会被未来经过的26号线利用。

## 车站构造

### 车站楼层
| 地面层   | 出入口             | 1-3出入口                          |  |  |
| 地下一层 | 站厅               | 换向通道                           |  |  |
| 地下二层 | 站厅               | 票务服务、自动售票机、人工服务台   |  |  |
|          | 侧式站台，右侧开门 |                                    |  |  |
|          |                    | █ 6号线 往东方体育中心（灵岩南路） |  |  |
|          |                    | █ 6号线 往港城路（华夏西路）       |  |  |
|          | 侧式站台，右侧开门 |                                    |  |  |
|          | 站厅               | 票务服务、自动售票机、人工服务台   |  |  |

## 车站出口
上南路站共有3个出入口，其中1、3号出入口与2号出入口分别连通两侧地下二层站厅，需通过地下一层站厅换向，各出入口如下所示：
| 出口编号            | 出口指示 | 照片 |
| ------------------- | -------- | ---- |
| 1 · 出口 · （设有） | 上南路   |      |
| 2 · 出口 · （设有） | 上南路   |      |
| 3 · 出口            | 上南路   |      |
| 图例： 设有         |          |      |

## 公交换乘
174、177、338、576、583、588、614、627、755、955、973、976、978、986、986区间、机场七线、周鲁线、周南线、三林1路、沪海专线、沪塘专线、南华专线、万周专线